# Secretary of State of North Carolina
Der Secretary of State of North Carolina gehört zu den konstitutionellen Ämtern des Staates North Carolina. Ihm obliegt die Leitung über das Department of the Secretary of State von North Carolina, welches viele der wirtschaftlichen und geschäftsbedingten Arbeitsabläufe der Staatsregierung überwacht. Anders als in vielen Bundesstaaten beaufsichtigt der Secretary of State keine Landeswahlen.
Der Posten des Secretary of State von North Carolina ist hinter dem Posten des Gouverneurs von North Carolina das älteste Regierungsamt im Staat North Carolina. Es wurde im Jahr 1665 geschaffen und zwar als Archivar für die Provinz Carolina. Seit der amerikanischen Unabhängigkeit im Jahr 1776 gab es historisch eine sehr niedrige Fluktuation bei dem Posten des Secretary of State von North Carolina. Während der ersten hundert Jahre nach der Staatsgründung bekleideten nur acht Personen den Posten. William Hill hielt von 1811 bis zu seinem Tod im Jahr 1857 den Posten als Secretary of State 46 Jahre ununterbrochen. Während des 20. Jahrhunderts brach Thad A. Eure den Rekord. Er hielt den Posten von 1936 bis 1989 53 Jahre ununterbrochen.
Von 1776 bis 1868 wurde der Secretary of State durch die North Carolina General Assembly gewählt. Unter den Verfassungen von North Carolina auf den Jahren 1868 und 1971 wird der Secretary of State durch die Wahlberechtigte Bevölkerung für vier Jahre gewählt.

## Liste der North Carolina Secretaries of State
| #  | Secretary of State  | Bild | Amtszeit  | Parteizugehörigkeit |
| -- | ------------------- | ---- | --------- | ------------------- |
| 1  | James Glasgow       |      | 1777–1798 |                     |
| 2  | William White       |      | 1798–1811 |                     |
| 3  | William Hill        |      | 1811–1857 |                     |
| 4  | Rufus H. Page       |      | 1857–1862 |                     |
| 5  | John P. H. Russ     |      | 1864–1865 |                     |
| 6  | Charles R. Thomas   |      | 1864–1865 | Republikaner        |
| 7  | Robert W. Best      |      | 1865–1868 |                     |
| 8  | Henry J. Menninger  |      | 1868–1873 |                     |
| 9  | William H. Howerton |      | 1873–1877 |                     |
| 10 | Joseph A. Engelhard |      | 1877–1879 |                     |
| 11 | William L. Saunders |      | 1879–1891 |                     |
| 12 | Octavius Coke       |      | 1891–1895 |                     |
| 13 | Charles M. Cooke    |      | 1895–1897 | Demokrat            |
| 14 | Cyrus Thompson      |      | 1897–1901 | Populist            |
| 15 | John Bryan Grimes   |      | 1901–1923 | Demokrat            |
| 16 | William N. Everett  |      | 1923–1928 | Demokrat            |
| 17 | James A. Hartness   |      | 1928–1933 | Demokrat            |
| 18 | Stacey W. Wade      |      | 1933–1936 | Demokrat            |
| 19 | Charles G. Powell   |      | 1936      | Demokrat            |
| 20 | Thad A. Eure        |      | 1936–1989 | Demokrat            |
| 21 | Rufus L. Edmisten   |      | 1989–1996 | Demokrat            |
| 22 | Janice I. Faulkner  |      | 1996      | Demokratin          |
| 23 | Elaine Marshall     |      | seit 1997 | Demokratin          |